# Primula blinii
Primula blinii är en viveväxtart som beskrevs av H. Lév. Primula blinii ingår i släktet vivor, och familjen viveväxter. Inga underarter finns listade i Catalogue of Life.

## Bildgalleri

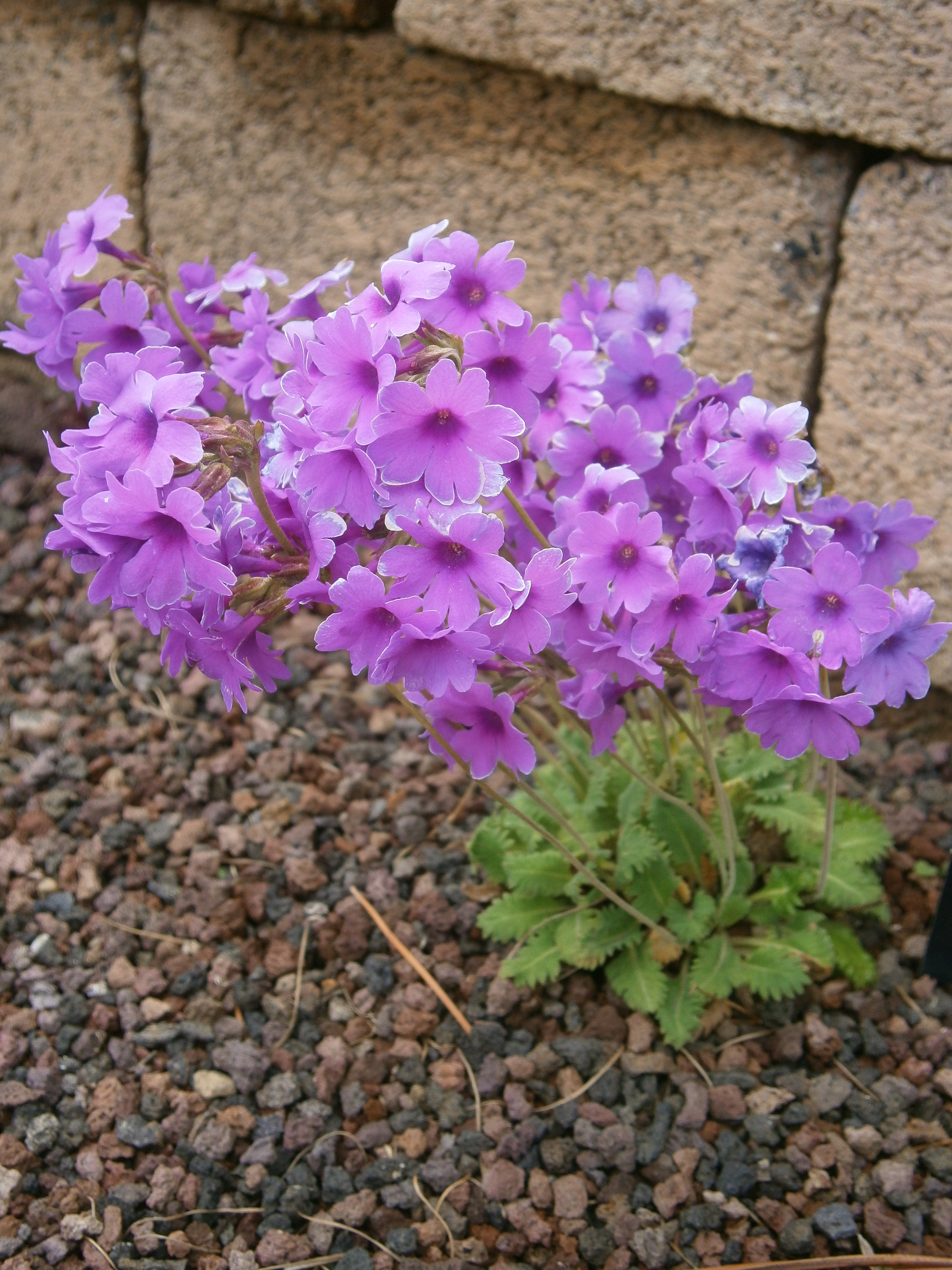